# The Manor Studio

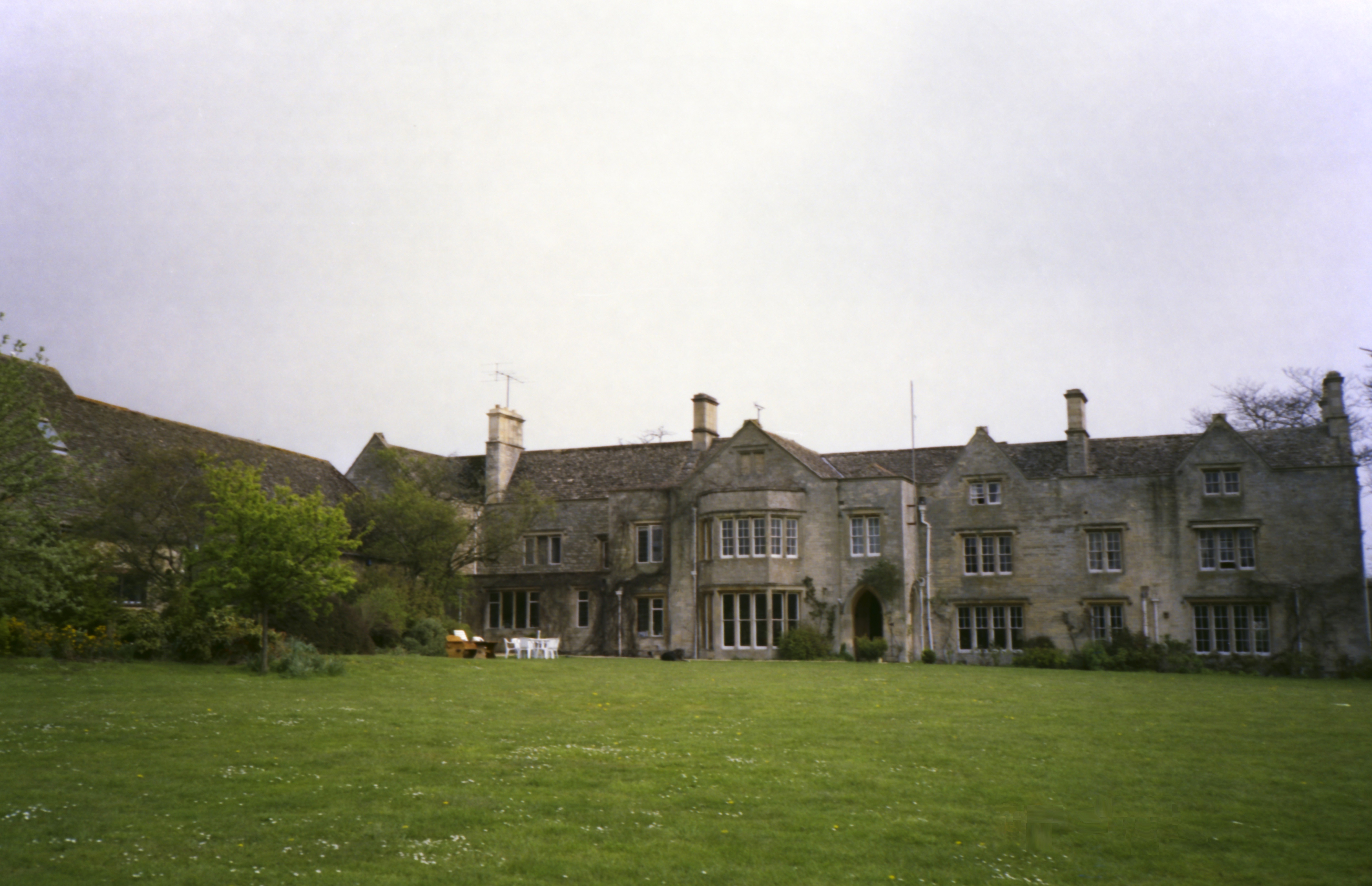
The Manor Studio

The Manor Studio bylo nahrávací studio, nacházející se v panství ve vesnici Shipton-on-Cherwell v anglickém hrabství Oxfordshire. Otevřeno bylo roku 1971, zaniklo v roce 1995. Vlastníkem budovy, v němž studio vzniklo, byl podnikatel Richard Branson, a sloužilo převážně pro umělce se smlouvou u jeho vydavatelství Virgin Records, avšak nahrávali zde i jiní hudebníci. Mezi hudebníky, kteří zde pořizovali své nahrávky, patří například Mike Oldfield, Vivian Stanshall či John Cale. Roku 2010 bylo studio k prodeji za 5,75 milionů liber.

## Zde nahrávaná alba
- The Academy in Peril (John Cale, 1972)
- Two Weeks Last Summer (Dave Cousins, 1972)
- Flying Teapot (Gong, 1973)
- Bursting at the Seams (Strawbs, 1973)
- Tubular Bells (Mike Oldfield, 1973)
- You (Gong, 1974)
- Unrest (Henry Cow, 1974)
- Ghosts (Strawbs, 1975)
- Ruth Is Stranger Than Richard (Robert Wyatt, 1975)
- Fish Rising (Steve Hillage, 1975)
- Sweet Deceiver (Kevin Ayers, 1975)
- Deep Cuts (Strawbs, 1976)
- Gene Simmons (Gene Simmons, 1978)
- Head First (Uriah Heep, 1983)
- Power Windows (Rush, 1985)
- Wish (The Cure, 1992)
- Stanley Road (Paul Weller, 1995)